# Almásfalu
Almásfalu (1899-ig Jablonófalu, szlovákul Jablonové) község Szlovákiában, a Zsolnai kerületben, a Nagybiccsei járásban.

## Fekvése
Nagybiccsétől 6 km-re délre fekszik.

## Története
1268-ban „Jabluna” néven említik először. 1400-ban „Jablonowa”, 1405-ben „Jablonowe” néven szerepel az írott forrásokban. A szulyói uradalomhoz tartozott, később a Marsovszky család birtoka volt. 1598-ban 22 háza állt, melyből 12 adózott. 1784-ben 37 házában 226 lakos élt.
A 18. század végén Vályi András így ír róla: „JABLONOVE. Tót falu Trentsén Várm. földes Ura Marsovszky Uraság, lakosai katolikusok, fekszik Marsova mellett, Predmirnek filiája, földgye középszerű, almája sok terem.”
1828-ban 31 háza volt 272 lakossal. Lakói mezőgazdasággal és erdei munkákkal foglalkoztak.
Fényes Elek 1851-ben kiadott geográfiai szótárában így ír a faluról: „Jablonove, tót falu, Trencsén vmegyében, Predmirhez 1/2 óra: 248 kath., 17 evang., 10 zsidó lak. F. u. többen.”
A trianoni békéig Trencsén vármegye Vágbesztercei járásához tartozott.
1944-1945-ben környékén a Popov partizáncsoport működött.

## Népessége
| Év:            | 1994. | 2004.   | 2014.   | 2024.   |
| -------------- | ----- | ------- | ------- | ------- |
| Emberek száma: | 824   | 864     | 878     | 895     |
| Eltérés:       |       | +4,85 % | +1,62 % | +1,93 % |

| Év:            | 2023. | 2024.   |
| -------------- | ----- | ------- |
| Emberek száma: | 885   | 895     |
| Eltérés:       |       | +1,12 % |

1910-ben 278 lakosából 272 szlovák, 4 német és 2 magyar anyanyelvű volt.
2001-ben 854 lakosából 852 szlovák volt.
2011-ben 861 lakosából 852 szlovák volt.

## Nevezetességei
- Haranglába a 19. században épült.